# 余祥銓
余祥銓（英語：Ken Yu，1984年8月25日—），台灣男藝人。為藝人暨政治人物余天與藝人李亞萍之子。

## 個人生活
余祥銓曾就讀於台北市私立薇閣高級中學國中部，國中一年級出國前往加拿大留學，於當地完成學業；因患有僵直性脊椎炎而免服兵役。余的家人皆投身演藝界，他與家中兩位姐姐余筱萍、余苑綺先後進入演藝圈。余天夫妻曾公開表示已為子女於巴島渡假勝地，購買私人別墅。
2005年在華視綜藝節目《快樂星期天》的招牌單元藝能歌喉戰中，余祥銓表演時走音、尚未唱到副歌部份即緊張致嚴重忘詞，在節目中遭評審包小柏嚴厲批評。余祥銓為此大受打擊，傳出疑似罹患憂鬱症及恐慌症等精神疾病。
2015年9月20日，余祥銓在李亞萍陪伴下，於中華基督教合一宣教協會合一基督教會受洗成為基督徒。
2023年6月30日，余祥銓跟女友張元柔於北投戶政事務所完成登記手續。

## 演出作品

### 電視劇
| 年份      | 頻道 | 劇名               | 角色           |
| --------- | ---- | ------------------ | -------------- |
| 2006-2007 | 台視 | 《神機妙算劉伯溫》 | 太監「張公公」 |
| 2005      | 東森 | 《好美麗診所》     | 年輕時院長     |

## 爭議
- 2002年6月18日，在加拿大留學回國度假的余祥銓，在京華城頂樓知名PUB被警方查獲涉嫌持有二級毒品大麻；余祥銓因持有並吸食大麻而進入勒戒所，受少年感化教育兩周。余天後來同李亞萍到觀護所探望余祥銓，余祥銓痛哭下跪對爸媽道歉認錯，余天夫妻亦因此公開向社會道歉[4][7][8][9]。
- 2008年1月19日晚間，余祥銓和曾姓女友在台北市永吉路五分埔地區，與蔡有定發生停車糾紛，兩人當場扭打[10]。當晚余祥銓找警方報案，控告蔡姓老翁涉嫌傷害，而蔡亦於隔日早上至北市信義分局報案[4]。24日晚余祥銓登門與蔡有定和解[11][12]。
- 2008年6月27日，余祥銓遭民眾爆料指其經常違規停車，26日下午甚至把座車停在立法院門口的人行道上近四小時，且未被警察開罰單，質疑其擁有且濫用特權[13]。余祥銓回應解釋，有人占用自己的停車位因而違停；另亦解釋擔任余天立委助理的薪水不高，自己也沒有錢租用停車位。余天隨後出面道歉[14][15][16]。
- 2009年5月31日凌晨12點多，余祥銓所駕轎車在台北市信義路、建國南路口，因為搶黃燈和一部休旅車發生擦撞，車頭毀損。事後報警處理，媒體和余家司機聞訊即時趕到現場，余祥銓的自家司機因為要阻擋媒體，與記者爆發衝突。事後余天堅持余祥銓與司機兩人得透過媒體鏡頭向社會大眾鞠躬道歉[4][17]。
- 2009年10月24日上午八時許，警方在忠孝東路與復興北路口執勤時，發現一輛白色賓士車不當變換車道，隨即上前攔停，駕駛當時停靠路邊、態度配合。然而車內傳出酒味，警方隨即為他酒測，並指出余祥銓酒測值達0.49（標準值0.25），未超過涉及公共危險的標準值0.55，無須移送但仍得扣車開罰[18]。
- 2017年12月10日，余祥銓在夜店喝酒後，在夜店外毆打同桌高姓友人，高姓友人事後提起告訴。 2018年6月，雙方達成和解，高姓友人則撤銷告訴，條件為余祥銓需登報道歉。[19]

## 作風評價
- 在藝人陳凱倫的兒子加入黑道被判刑的新聞傳出後，有網友認為「只能說余祥銓還算乖」[20]。
- 有網友整理若該日出現余祥銓的負面新聞，則下個交易日的股市會下跌，余祥銓對此回應：「還滿瞎的，隨便啦！我習慣了，無所謂啦，（台股跌）指標性也滿好的啊，看我就很準啦！」[21]
- 余祥銓與另外四位社會形象差者被稱為「新臺灣五霸」，但多數網友強調余祥銓與其他四人比，是為人最正派者、且較為人畜無害[22]。
- 余祥銓曾被PTT網友看不起似乎無工作謀生能力，嗆說「如果他能做滿4個月，我請推者前20樓王品牛排一份， 51～100樓一中街豪大雞排一份。」[23]。而後余祥銓於貿易公司擔任業務兼搬運工滿半年後[24]，反嗆網友失信，未兌現承諾，最後仍不見該嗆聲網友出來面對[25]。